# Колослейка
Колосле́йка — посёлок в Ашинском районе Челябинской области России. Входит в состав Симского городского поселения.

## География
Через посёлок протекает река Колослей (Колослейка). 

## Население
| 2002 | 2010 |
| ---- | ---- |
| 42   | ↘23  |

По данным Всероссийской переписи, в 2010 году численность населения посёлка составляла 23 человека (9 мужчин и 14 женщин).

## Улицы
Уличная сеть посёлка состоит из 1 улицы.